# Émile Grumiaux
Pour les articles homonymes, voir Grumiaux.
Émile Grumiaux, né le 11 juin 1861 à Hornu (Belgique) et mort le 18 mai 1932 à Liévin (Pas-de-Calais) est un archer français. 

## Biographie
Il est sacré champion olympique de tir à l'arc en épreuve de tir à la perche aux Jeux olympiques d'été de 1900 à Paris.